# Bergmann-Abbau
Der Bergmann-Abbau ist eine Namensreaktion in der Organischen Chemie, welche 1934 erstmals von dem jüdischen Chemiker Max Bergmann (1886–1944) vorgestellt und nach ihm benannt wurde. Diese Reaktion findet allgemeine Anwendung bei der Protein- und Peptidsequenzierung. Zusätzlich dazu wurde sie zur Spaltung des Penicillin-Kerns verwendet.

## Übersichtsreaktion
Bei dieser Reaktion wird ein Peptid 1 mit Azid am C-terminalen Ende in ein verkürztes Peptid 2 mit Amid am C-terminalen Ende und einen Aldehyd 3 aufgespaltet. Allgemein entfernt dieses Verfahren also den C-terminalen Aminosäurerest als nächstniedrigsten Aldehyd in der homologen Reihe und hinterlässt somit den Rest des Peptids in Form eines Amids.

## Reaktionsmechanismus
Es wird angenommen, dass bei dieser Reaktion zunächst eine thermische Umlagerung (Curtius-Abbau) des terminalen Azids 1 erfolgt. Der dabei abgespaltene elementare Stickstoff entweicht als Gas. Anschließend geht die Hydroxy-Gruppe des hinzugegebenen Benzylalkohols mit der entstandenen Isocyanat-Gruppe 2 eine Bindung ein. Von der neu entstandenen Verbindung 3 wird Toluol hydrogenolytisch abgespalten. Danach findet eine Umlagerung der Carbamidsäure-Gruppe 4 statt, bei der sowohl Kohlenstoffdioxid, als auch das verkürzte Peptid 5, an dessen C-terminalen Ende sich das verbliebe Amid befindet, abgespalten. Im sauren Milieu bildet sich aus dem verbliebenen Imin 6 zunächst unter Zugabe von Wasser ein primäres Amin 7. Von diesem wird das Ammonium abgespalten und ein Aldehyd 8 verbleibt.